# SIGCOMM Award
SIGCOMM Award — награда в области телекоммуникаций и сетей за вклад, сделанный в течение всей жизни. Награда вручается на ежегодной технической конференции SIGCOMM.
Список награждённых:
- 2015 Альберт Гринберг (Albert Greenberg)
- 2014 Джордж Варжес (George Varghese)
- 2013 Ларри Питерсон (Larry L. Peterson)
- 2012 Ник МакКиоун (Nick McKeown)
- 2011 Верн Пэкксон (Vern Paxson)
- 2010 Радя Перлман (Radia Perlman)
- 2009 Джон Кроукрофт (Jon Crowcroft)
- 2008 Дон Тоусли (Don Towsley)
- 2007 Салли Флойд (Sally Floyd)
- 2006 Доминико Феррари (Domenico Ferrari)
- 2005 Пол Мокапетрис (Paul Mockapetris)
- 2004 Саймон С. Лэм (Simon S. Lam)
- 2003 Дэвид Черитон (David Cheriton)
- 2002 Скотт Шенкер (Scott Shenker)
- 2001 Якобсон, Ван
- 2000 Андрэ Дэнтин (André Danthine)
- 1999 Питер Кирстейн (Peter T. Kirstein)
- 1998 Ларри Робертс
- 1997 Джон Постел
- 1997 Луи Пузен
- 1996 Винт Серф
- 1995 Дэвид Дж. Фарбер (David J. Farber)
- 1994 Пол Грин (Paul Green (engineer))
- 1993 Роберт Кан
- 1992 Александр Фрейзер (Alexander G. Fraser)
- 1991 Хьюберт Циммерман (Hubert Zimmerman)
- 1990 Дэвид Кларк (David D. Clark)
- 1990 Леонард Клейнрок
- 1989 Пол Бэран [1]